# Carl Spiecker

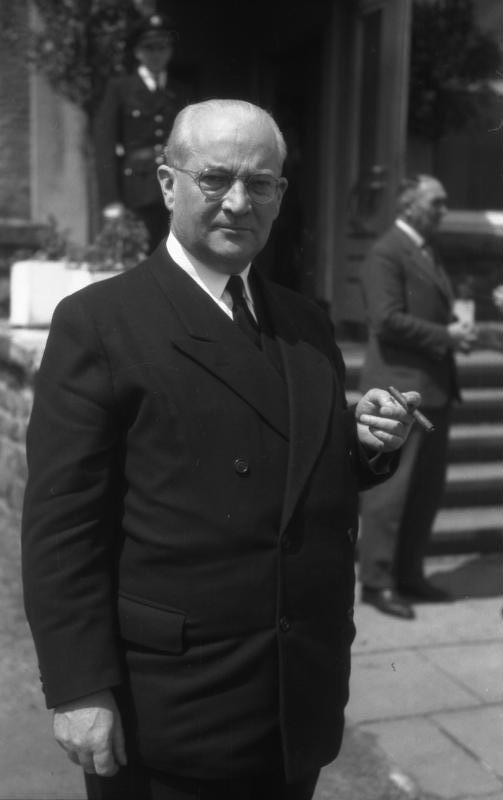
Carl Spiecker 1948 auf der Rittersturz-Konferenz

Carl (oft auch Karl) Spiecker (* 7. Januar 1888 in Mönchengladbach; † 16. November 1953 in Königstein im Taunus) war ein deutscher Journalist und Politiker (Zentrumspartei, CDU).

## Leben

### Anfänge im Journalismus
Spiecker war von 1912 bis 1916 Parlaments-Korrespondent für verschiedene Zentrums-Zeitungen. In der Jubiläumsausgabe der Zeitung Bürgerblatt für den Niederrhein, herausgegeben in Emmerich am Rhein, aus dem Jahre 1925 ist zu lesen: Die Zeitung hatte bis dahin (Jahr unbekannt) zwar eine katholische Tendenz, aber in politischer Hinsicht hatte sie noch nicht den Charakter eines ausgesprochenen Zentrumsorgan, den sie heute (1925) hat … Der erste Redakteur, der das Blatt in diesem Sinne leitete, war Dr. Carl Spiecker, der spätere Direktor der „Germania“. 1917 bis 1919 arbeitete er als Journalist für die Nachrichtenabteilung des Auswärtigen Amtes.

### Oberschlesien
Ab Februar 1920 leitete Spiecker als Vertreter des Staatskommissars für die Überwachung der öffentlichen Ordnung in Breslau die „Organisation Spiecker“, die in den Auseinandersetzungen um die staatliche Zugehörigkeit Oberschlesiens die deutsche Seite unterstützte. Zum einen baute Spiecker, der sich oft unter Decknamen im Abstimmungsgebiet aufhielt, einen Presse- und Propagandaapparat auf. Die „Presseabteilung Spiecker“ koordinierte in Zusammenarbeit mit Reichszentrale für Heimatdienst und preußischem Innenministerium Plakat- und Flugblattaktionen, Subventionen für Rednertrupps, Zeitungen und Zeitschriften. Als Gegengründung zum antideutschen Kampagnen-Witzblatt Kocynder (Tagedieb) ließ Spiecker die Zeitschrift Pieron (Blitz, Wochenauflage ca. 45.000 Exemplare) erscheinen. Ihr Inhalt war scharfe, derbe, meist demagogische Satire gegen die Polen. Dafür beauftragte er den Berliner Korrespondenzverlag Rudolf Dammert, der im Juni 1920 als Redaktionsleiter Kurt Tucholsky engagierte. Er redigierte das Blatt von Berlin aus, reiste aber auch mit Spiecker durch Schlesien. Spieckers Verbindung mit Pieron war in Pressekreisen bekannt. Für die Aggressivität der Zeitschrift wurde er selbst in Deutschland angegriffen, sogar vom ihm nahestehenden Zentrums-Organ Germania.
Zum anderen beaufsichtigte und beauftragte Spiecker Selbstschutz- und Spionageorganisationen wie die Spezialpolizei des Oberschlesischen Selbstschutzes. Zu den Gruppen, die Spiecker unterstanden, gehörte die „Organisation Heinz“, ein von Heinz Oskar Hauenstein geleitetes Freikorps, das in Oberschlesien an zahlreichen Fememorden beteiligt war. Hauenstein gab 1928 in einem Gerichtsprozess an, seine Organisation habe im Einverständnis mit Spiecker zahlreiche „deutsche Verräter“ ermordet. Spiecker bestritt vor Gericht Hauensteins Angaben; ein gegen Spiecker eingeleitetes Ermittlungsverfahren wegen Anstiftung zum Mord wurde im September 1929 eingestellt.

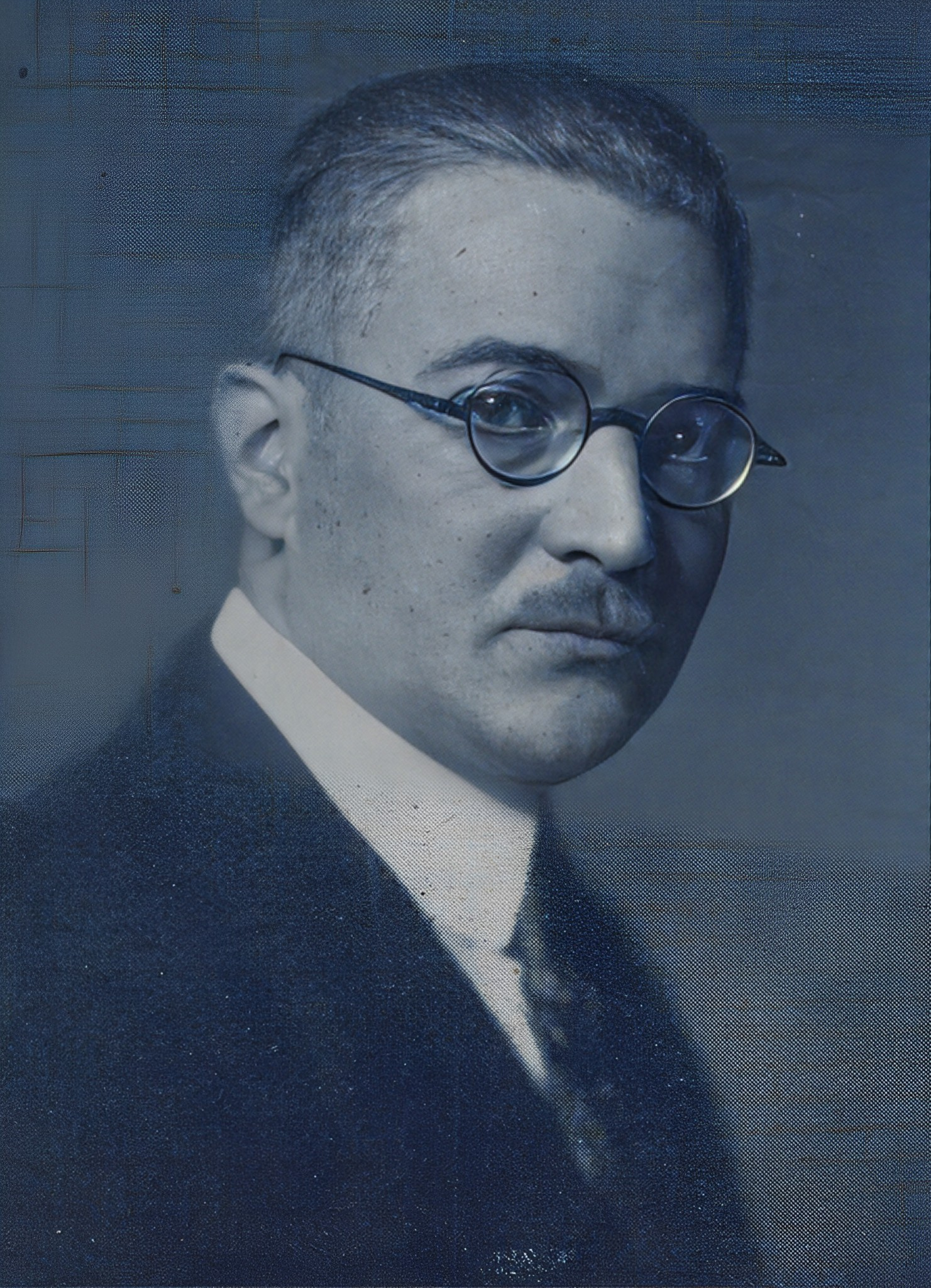
Dr. Karl Spiecker (1926), Porträt aus der Zeitschrift Zeitungswissenschaft

### Pressechef und Verleger
1922 übernahm Spiecker die Verlagsleitung des Zentrum-Organs Germania.
Vom 4. Dezember 1923 bis zum 16. Januar 1925 amtierte er dann als „Pressechef“ des Reichskanzlers Wilhelm Marx (Zentrum) und Leiter der Vereinigten Presseabteilung der Reichsregierung, also als Regierungssprecher. Von diesem Amt trat er gleichzeitig mit der Demission des Kabinetts Marx II zurück. Über seine erst 1919 gegründete Dienststelle, die er „Reichspresseamt“ nannte, obwohl dies nicht der amtliche Name war, schrieb er 1926 in der Fachzeitschrift Zeitungswissenschaft eine der ersten Abhandlungen und kommentierte in der Fachzeitschrift Deutsche Presse gemeinsam mit Georg Bernhard das Verhältnis zwischen Regierung und Journalismus.
Anschließend schied er aus dem Staatsdienst aus, um den Reichsdienst der deutschen Presse (manchmal auch: Reichsdienst für die deutsche Presse), einen umfangreichen Korrespondenzdienst, zu gründen. Die Firma Deutsche Nachrichten- und Korrespondenz-Gesellschaft mbH (DNKG) mit Sitz in der Jägerstraße 11, Berlin W8, gründete er im Mai/Juni 1925.

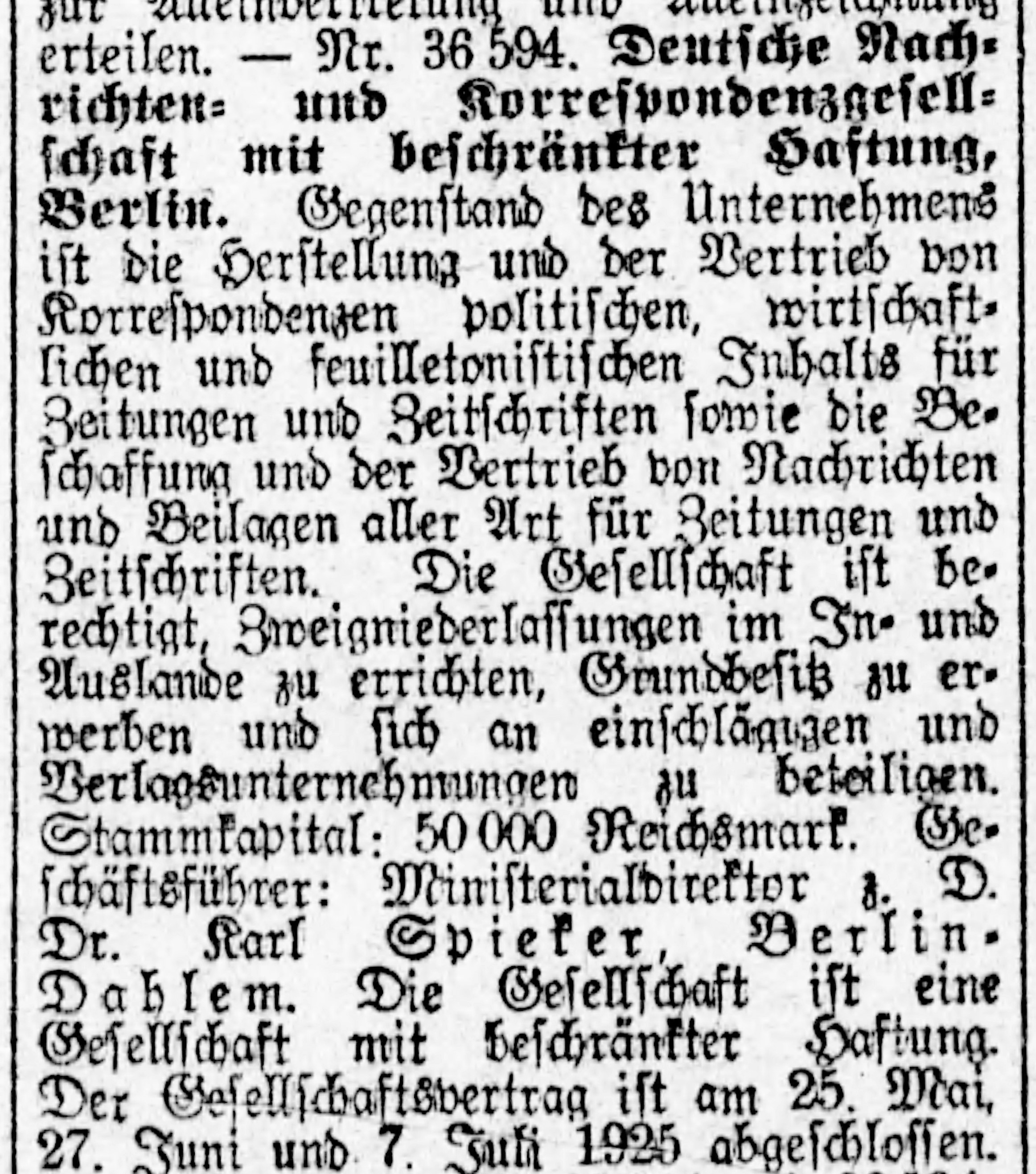
Handelsregister Berlin Nr. 36594 Deutsche Nachrichten- und Korrespondenzgesellschaft mit beschränkter Haftung, Berlin, Geschäftsführer Ministerialdirektor z. D. Dr. Karl Spieker, Berlin-Dahlem. Der Abschluss des Gesellschaftervertrags an drei Daten (25. Mai, 27. Juni und 7. Juli 1925) deutet auf komplexere Partnerschaften hin.

Sein Reichsdienst lieferte vor allem kommentierende und Hintergrundartikel in mehreren politischen Tagesausgaben lieferte (Leitartikel, Glossen, Nachrichten, Politische Informationen, Außenpolitische Rundschau), wobei parteigebundene Zeitungen (vorrangig liberale, aber separat durch ein „Büro für die Zentrumspresse“ auch für Zeitungen der katholischen Zentrumspartei) und überparteiliche Zeitungen jeweils passende Sonderdienste beziehen konnten. Als Wirtschaftsdienste wurde die Konjunktur-Korrespondenz sowie Volkstümliche Wirtschaftsberichte angeboten. Die Agentur übernahm die Berliner Vertretung auswärtiger Zeitungen.
An der Deutsche Nachrichten- und Korrespondenz-Gesellschaft mbH beteiligte sich 1925 der der Deutschen Demokratischen Partei (DDP) nahestehende Verlag Neue Staat. Planungen der DDP-Spitze, die DDP-eigene Korrespondenz Demokratischer Zeitungsdienst mit Spieckers Reichsdienst zu verbinden, d. h. Spiecker mit der Herausgeberschaft und Redaktion zu beauftragen, scheiterten am internen Widerstand bei den Liberalen, weil Spiecker Zentrums- und nicht DDP-Mitglied war.

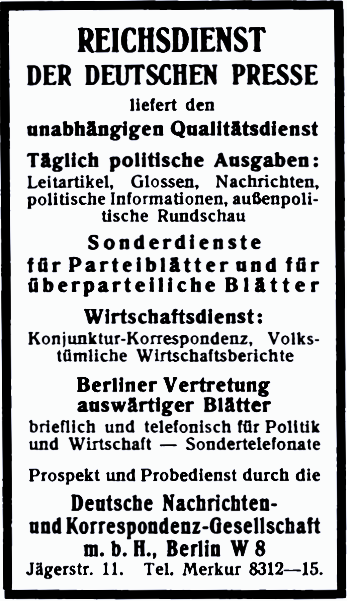
Werbeanzeige der DNKG für den Reichsdienst der deutschen Presse in Müller-Jabuschs Politischem Almanach 1927.

Hinter der Verlagsbeteiligung und dem Drängen auf die Beauftragung von Spieckers Büro standen die drei der DDP nahestehenden Großverlage Ullstein (u. a. Vossische Zeitung, Berliner Morgenpost, B. Z. am Mittag, Berliner Abendpost), Mosse (Berliner Tageblatt, Berliner Volks-Zeitung) und die Frankfurter Societät (Frankfurter Zeitung), mit denen Spiecker als Regierungssprecher eng zusammengearbeitet hatte. Der Verlag und Spieckers Korrespondenz galten daher bald als Gemeinschaftsgründung der drei Großverlage. Mit dem Einstieg der Investoren gab Spiecker im Februar 1926 die kaufmännische Geschäftsführung der DNKG mbH ab an die neuen Geschäftsführer Wilhelm Vogel und Ilse Albrecht; sein Redakteur Walter Asmuß erhielt als Vertrauensmann der Anteilseigner Prokura.
Spiecker war Aufsichtsrat des Verlags Germania AG. Durch den Großaktionär des Verlags, Franz von Papen, wurde Spiecker bei der Generalversammlung im Mai 1925 bei der starken Verkleinerung des Aufsichtsrats aus dem Gremium entfernt. Damit lockerte sich seine bisher enge Bindung an die Germania und die katholische Presse und reduzierte dort seinen Einfluss.
1928 wurde er Vorstandsmitglied des Reichsbanners Schwarz-Rot-Gold und der Vereinigung Republikanische Presse. 1930/31 war er unter Heinrich Brüning Sonderbeauftragter des Reiches für die Bekämpfung des Nationalsozialismus. Er versuchte den Strasser-Flügel zur Abspaltung zu bewegen, um die NSDAP zu zersplittern, aber das Vorhaben scheiterte.
Im Oktober 1928 wurde Spiecker anstelle von Herbert Silberberg zum Geschäftsführer der Verlag für Staats- und Wirtschaftsliteratur GmbH in Berlin berufen. Der Verlag hatte einst die (als Europäische Zeitung) 1916/17 gegründete Europäische Staats- und Wirtschaftszeitung – Wochenschrift für Staat, Kultur und Wirtschaft veröffentlicht, die aber in der Inflations- und Zeitungskrise im Juli 1922 eingestellt worden war. Der Verlag veröffentlichte daneben politische Bücher.
Spieckers DNKG mbH geriet in der Wirtschaftskrise 1929/30 in Finanzprobleme; Subventionen des Staates Preußen retteten sie. Die Enthüllung der verdeckten Rettungsaktion erregte Aufmerksamkeit und scharfe Kritik, zumal der preußische Finanzminister Hermann Höpker-Aschoff (DDP/DStP) sie im Alleingang arrangierte. Die DNKG wurde Ende 1929 zusammen mit dem ebenfalls überschuldete Korrespondenz-Presse-Verlag Dr. Rudolf Dammert (umfirmiert Dr. Rudolf Dammert GmbH), mit dem der DNKG in Bürogemeinschaft stand, unter das Dach einer Zentrale Verlags-Gesellschaft GmbH gestellt, deren Gesellschafter der frühere Reichsfinanzminister Peter Reinhold und Höpker-Aschoffs früherer Pressesprecher Hugo Buschmann waren. Durch Schuldenübernahme und Betriebszuschüsse für die Dachgesellschaft wurde von Preußen offenbar eine sechsstellige Summe gezahlt, ohne dass die Unternehmensanteile selbst erworben wurden.

### Im Exil ab 1933

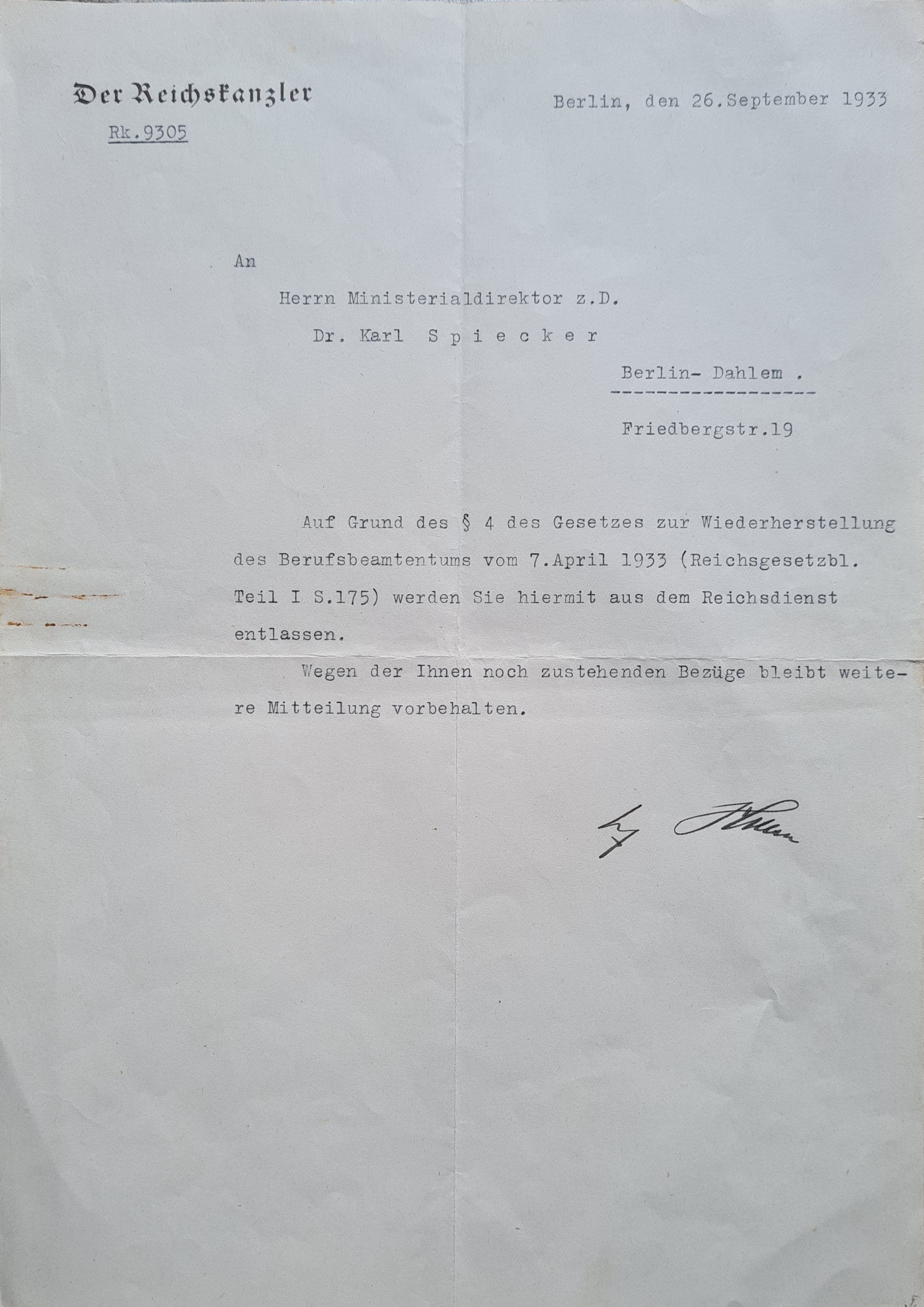
Entlassung Spieckers durch Adolf Hitler

1933 wurde Spiecker unter dem Vorwand „politischer Unzuverlässigkeit“ (§ 4 des Berufsbeamtengesetzes) aus dem Staatsdienst entlassen und emigrierte nach Frankreich, später England, USA und Kanada.
Vom Ausland aus versuchte er, die deutsche Bevölkerung durch deutschsprachige Rundfunkansprachen über den Nationalsozialismus zu informieren.
1937 gründete Spiecker im Pariser Exil die Deutsche Freiheitspartei, einen Zusammenschluss bürgerlich-demokratischer Kräfte, die durch die Herausgabe von Freiheitsbriefen eine starke deutsche Opposition zur NSDAP im Ausland suggerieren wollte. Parteiziele waren Rechtsstaatlichkeit und Menschenwürde auf einem christlichen Wertegerüst als Grundlage deutscher Gesinnung. Diese Partei, eine Art bürgerlich-demokratische Sammlungsbewegung, hielt auch Kontakte zum deutschen Widerstand. Spiecker galt als deren unerklärter Vorsitzender. Zu den weiteren Presseorganen, die Spiecker begründete und mitgestaltete, zählte auch die Monatszeitschrift Das wahre Deutschland.
1938 setzte er einen Freiheitssender der Deutschen Freiheitspartei in Gang. In dessen Sendungen „Hier spricht Deutschland auf Welle 30,2 Meter“, deren Funkmanuskripte erhalten sind, versuchte Spiecker von Januar bis April 1938 von einem im Ärmelkanal kreuzenden Fischkutter aus, der Faithful Friend, auf dem ein Kurzwellensender installiert war, die Hörerschaft in Deutschland über die „wahre Natur der NSDAP“ aufzuklären. Unterstützt wurde er vom Journalisten Ernst Langendorf, der nach dem Zweiten Weltkrieg als amerikanischer Presseoffizier mit dem Aufbau des Zeitungswesens in Bayern betraut war. Langendorf besorgte sich die Informationen für seine Sendungen aus Zeitungen, die er in den Häfen, in denen das Schiff ankerte, kaufte. Im Hafen von IJmuiden beenden örtliche Behörden die Tätigkeit des Senders endgültig.
Nach dem Einmarsch der Deutschen Wehrmacht in Frankreich 1940 emigrierte Spiecker nach England, wo er zusammen mit dem Journalisten Hans-Albert Kluthe im Mai 1940 einen weiteren Untergrundsender „Hier spricht Deutschland“ begründete, der eine Zeitlang von den britischen Stellen geduldet wurde. Die Texte schrieben Spiecker und Kluthe selbst, die vorgaben, vom deutschen Reichsgebiet aus zu senden und die Stimme des wahren Deutschland zu sein. Von diesem Sender sind nur schriftliche Zeugnisse erhalten, keine Original-Tonaufnahmen. Diese zeigen, wie schwer es für das Sendeteam war, gegen die zu Kriegsbeginn von Sieg zu Sieg eilende deutsche Wehrmacht anzuschreiben. Der Sender musste am 15. März 1941 endgültig seinen Betrieb einstellen. Im Juni 1941 ging Spiecker nach Kanada, wo er keine politische Tätigkeit mehr ausüben durfte.

### Nachkriegskarriere als Politiker
Spiecker kehrte 1945 nach Deutschland zurück und beteiligte sich an der Wiedergründung der Zentrumspartei, deren zweiter Vorsitzender er 1946 wurde. Im Mai 1946 erhielt er die Lizenz für die Rhein-Ruhr-Zeitung, am 20. April 1947 wurde er Landtagsabgeordneter in Nordrhein-Westfalen sowie Mitglied des Wirtschaftsrates der Bizone und des Zonenbeirates der britischen Besatzungszone. In der Gesellschaft Imshausen traf er sich mit namhaften Persönlichkeiten aus allen Besatzungszonen, um eine Verständigung über die Neuordnung Deutschlands zu erreichen.
Nach der Landtagswahl am 20. April 1947 wurde Spiecker Mitglied des ersten gewählten Landtags; am 2. Juli 1947 schied er aus dem Landtag aus, um für das NRW in den neugebildeten bizonalen Wirtschaftsrat in Frankfurt einzutreten.
Seit dem 1. September 1947 war er Bevollmächtigter des Landes NRW im Exekutivrat des Wirtschaftsrates; bei der Umbildung der Organisation des Vereinigten Wirtschaftsgebietes kam er in den Länderrat des Wirtschaftsrates.
Im Dezember 1948 wurde er Bundesvorsitzender des Zentrums. Da er die Fusion von Zentrum und CDU betrieb, musste er auf dem Bundesparteitag in Oberhausen am 31. Januar 1949 zurücktreten und wurde aus der Partei ausgeschlossen. In der Folge trat er der CDU bei. Vom 5. April 1948 bis zu seinem Tode war er (zunächst unter anderen Amtsbezeichnungen) Minister für Bundesangelegenheiten des Landes Nordrhein-Westfalen in den  Kabinetten Arnold I und (bis zu seinem Tode am 16. November 1953) Arnold II.